# Hoejin-myeon
Hoejin-myeon (koreanska: 회진면) är en socken i kommunen Jangheung-gun i provinsen Södra Jeolla i
den södra delen av Sydkorea, 340 km söder om huvudstaden Seoul.